# Origines du hip-hop
 (mai 2025).
Le hip-hop est un mouvement culturel, musical et artistique apparu aux États-Unis. La naissance du hip-hop est complexe et multifactorielle.

## Histoire

### Contexte
Les années 1950 et 1960 creusent le fossé entre la majorité blanche américaine qui profite du rêve américain et les minorités (en particulier noire et hispanique) dont les conditions de vie se dégradent. Les mouvements identitaires se forment et sont réprimés (notamment les Black Panthers) et leurs leaders disparaissent (Martin Luther King, Malcolm X). Les communautés des grandes villes, en particulier New York, se replient sur elles-mêmes dans des ghettos où les gangs prennent une importance sociale de plus en plus marquée. L'insécurité, la délinquance et la drogue font alors partie du quotidien. Dans le même temps, la musique noire américaine affirme son identité et le funk et la soul deviennent des modes d'expression et de revendication privilégiés. Les pionniers de cette culture posent les fondations sur lesquelles sera bâti le hip-hop : James Brown, The Last Poets, Sly and the Family Stone, Gil Scott-Heron ou Stevie Wonder.
La culture hip-hop naît de cet environnement défavorisé et des tensions sociales, raciales et politiques de l'époque. L'extrême économie des moyens à mettre en œuvre, l'utilisation de la rue comme scène ou lieu d'exposition, la spontanéité de l'improvisation contribuent à l'élaboration et à la propagation d'un mouvement culturel qui va dominer la fin du XXe siècle.

### Premiers graffitis
Dès le milieu des années 1960, les premières signatures apparaissent sur les murs de Philadelphie. Cornbread et Cool Earl inscrivent leur nom suivi du numéro de leur rue. Le phénomène se généralise et l'intérieur des rames de métro de New York est touché dès 1973. Le graffiti reçoit en 1971 une publicité considérable grâce à un article dans le New York Times : Taki 183 devient la première célébrité du graffiti. Le phénomène s'amplifie alors considérablement et, pour se faire un nom, les graffiteurs (taggeurs) commencent à couvrir l'extérieur des wagons afin de disposer de plus d'espace et d'être visibles par plus de monde. Les signatures deviennent alors des calligraphies élaborées.
Un des premiers graffiteurs n'est autre que Jean-Michel Basquiat qui dans les années 1970 graffait SAMO (pour « same old shit ») surmonté d'une couronne (thème hip-hop classique s'il en est).

### Premièresblock parties
Jeune immigré de la Jamaïque où il est disc jockey, Clive Campbell s'installe à New York en 1967. Passionné de funk, il organise des soirées dans la rue où il utilise le son de deux platines afin d'enchaîner les morceaux et de prolonger les passages instrumentaux durant lesquels les danseurs peuvent laisser libre cours à leur créativité. S'inspirant du style rythmé et parfois acrobatique de James Brown, les danseurs se lancent des défis et créent un style toujours plus impressionnant, innovant avec de nouvelles figures, introduisant des composantes de la capoeira ou des danses africaines. Les passages instrumentaux (ou breaks) se prêtant particulièrement à ce nouveau style de danse, les danseurs sont surnommés B-Boys (pour « breakboys ») et se rassemblent dans des crews dont le plus célèbre est le Rock Steady Crew.
Ces block parties gagnent rapidement en popularité et Clive Campbell, alias DJ Kool Herc (en référence à son physique impressionnant) invite tour à tour un représentant de chaque quartier à animer la soirée. Les interventions deviennent rimées, rythmées et une émulation naît et de véritables joutes verbales s'organisent. En 1973, Le phénomène dépasse les frontières du West Bronx pour atteindre le South Bronx, où Afrika Bambaataa installe ses enceintes à la fenêtre de son appartement pour faire danser son quartier. Après le Bronx ce sont Harlem, Brooklyn et le Queens qui cèdent à la fièvre des block parties.
Grandmaster Flash fait partie des origines du genre ; il développe les techniques de mix comme le cutting. Grand Wizzard Theodore invente quant à lui accidentellement le scratch en posant les doigts sur le disque qu'il était en train de jouer ; il perfectionne sa découverte pour en faire un véritable instrument rythmique dont la maîtrise permet aux DJ de se distinguer. Le scratch devient l'un des traits distinctifs du hip-hop.
Aka Kahyan Aasim, leader des Bronx River Projects (une faction du gang Black Spades) fonde la Bronx River Organization, un mouvement cherchant à aider les enfants des ghettos à sortir de la spirale de la violence et de la délinquance. Son influence d'ancien chef de gang lui permet de dialoguer avec les jeunes de son quartier, Bronx River, et de canaliser leur agressivité dans une démarche positive de création artistique. Le 12 novembre 1974, la Bronx River Organization devient Zulu Nation, Aka Kahyan Aasim prend le pseudonyme d'Afrika Bambaataa, et inscrit son action dans une démarche de retour à la culture africaine. Il adopte la devise Peace, Love, Unity and Having Fun.

## Consécration
Dès 1978, le hip-hop fait son apparition dans les clubs de Manhattan. Le premier disque rap sort en 1979 sur la face B d'un EP 45T du groupe de funk Fatback, King Tim 3 (Personnality Jock). En 1979, The Sugarhill Gang reprend les meilleurs raps des block parties et Rapper's Delight est un tube planétaire. Parallèlement, la pratique du graffiti urbain se propage aux États-Unis puis en Europe. La culture hip-hop se répand et gagne en visibilité au cours des années 1980 et 1990.